# Сети (посёлок)
Сети — посёлок в Брянском районе Брянской области, в составе Нетьинского сельского поселения. Расположен в 1,5 км к северу от посёлка Нетьинка. Население — 142 человека (2010).

## История
Возник около 1930 года; до 1959 года — в Глаженском сельсовете, в 1959—1982 гг. — в Толвинском сельсовете.
| Годы      | 1979 | 1989 | 2002 | 2010 |
| --------- | ---- | ---- | ---- | ---- |
| Население | 198  | 206  | 153  | 142  |